# Ebersberg
Ebersberg er administraionsby i Landkreis Ebersberg i Regierungsbezirk Oberbayern i den tyske delstat Bayern. Ebersberger Forst der ligger nord for er det største sammenhængende skovområde i Tyskland . Nærliggende byer og kommuner er Grafing bei München, Kirchseeon og Steinhöring. Den bayerske delstatshovedstad München ligger 32 km væk, og kan nås med S-Bahn. Rosenheim Wasserburg am Inn ligger i cirka samme afstand.

## Historie
Ebersbergs historie er tæt forbundet med det i 934 grundlagte Benediktinerkloster-Ebersberg. I 1595 blev benediktinerkloster nedlagt af Pave Clemens 8. og anlægget overdraget til Jesuiterordenen; i 1773 overtog Malteserordenen bygningerne. Ved den endelige nedlæggelse af klosteret i 1808 overgik bygningerne dels til statslig, og dels til privat besiddelse.